# 건담 브레이커 배틀로그
《건담 브레이커 배틀로그》(일본어: ガンダムブレイカー バトローグ)는 선라이즈의 건담 프랜차이즈를 기반으로 한 일본의 로봇 애니메이션이다.

## 개요
2021년 10월부터 방영 중인 건프라 배틀 시리즈의 신작이자, 건담 브레이커 시리즈 중 최신 2개 작품인 건담 브레이커 3와 건담 브레이커 M의 주요 캐릭터들이 등장하는 일종의 콜라보레이션 계열 애니메이션 작품이다.

## 줄거리
열띤 공방이 벌어지는 건프라 배틀 전미선수권 결승전. 거기에는 한 파이터의 모습이 있었다.
수개월 후, 아야토 상가에서 새로운 건프라를 구성하는 사츠키노 미사는 평소보다 불쾌한 모습. 미사는 갈 곳 없는 분노를 터뜨리듯 완성된 건프라를 배틀 시뮬레이터에 세팅하고 배틀에 나서다가 갑자기 건프라가 구속되고 만다.
일대 이벤트인 GB 페스타를 눈앞에 두고 건프라 파이터들의 운명은 위급함을 고한다.